# Ortssender
Als Ortssender bezeichnet man:
- Sender, die mit ihrem Programm nur ein kleines Gebiet versorgen sollen, meist als Lokalradio bezeichnet;
- Rundfunksender, die an einem gewissen Ort stets mit großer Feldstärke einfallen, da die Ausbreitung im Fall von UKW-Sendern ohne nennenswerte Abschattung erfolgt bzw. im Fall von Lang- und Mittelwellensendern hauptsächlich durch die Bodenwelle erfolgt. In letzterem Fall erkennt man einen Ortssender auch daran, dass er keinen oder nur geringen Nahschwund zeigt. Ortssender zeichnen sich dadurch aus, dass sie auch mit Radiogeräten von geringer technischer Qualität stets empfangbar sind. Häufig sind der oder die Ortssender die Sendestationen, welche von einem bestimmten Ort die geringste Entfernung haben.